# Zatrephes afenestrata
Zatrephes afenestrata là một loài bướm đêm thuộc phân họ Arctiinae, họ Erebidae.